# Катагуазіс (мікрорегіон)

Катагуазіс на карті штату Мінас-Жерайс

Катагуазіс (порт. Microrregião de Cataguases) — мікрорегіон в Бразилії, входить в штат Мінас-Жерайс. Складова частина мезорегіону Зона-да-Мата. Населення становить 217 592 чоловік на 2006 рік. Займає площу 3921,800 км². Густота населення — 55,5 чол./км².

## Склад мікрорегіону
До складу мікрорегіону включені наступні муніципалітети:
1. Ален-Параїба
2. Аржиріта
3. Катагуазіс
4. Дона-Еузебія
5. Естрела-Далва
6. Ітамараті-ді-Мінас
7. Ларанжал
8. Леополдіна
9. Палма
10. Пірапетінга
11. Рекрею
12. Сантана-ді-Катагуазіс
13. Санту-Антоніу-ду-Авентурейру
14. Волта-Гранді

| Бразилія | Це незавершена стаття з географії Бразилії. Ви можете допомогти проєкту, виправивши або дописавши її. |